# Child Star
Child Star is een nummer van de Britse zanger Marc Almond uit 1995. Het is de derde single van zijn negende soloalbum Fantastic Star.
"Child Star" gaat over hoe kindsterren uiteindelijk vergeten worden en aan lagerwal geraken. Het nummer leverde Almond enkel een hit op in zijn thuisland het Verenigd Koninkrijk, waar het een bescheiden 41e positie bereikte.

## Tracklijst
- Cd-single

1. "Child Star" - 4:01
2. "The Edge of Heartbreak" - 5:21
3. "Christmas in Vegas" - 4:36
4. "My Guardian Angel" - 6:06

- Cassette

1. "Child Star" - 4:01
2. "The Edge of Heartbreak" - 5:21